# 꼼데가르송
꼼데가르송(프랑스어: Comme des Garçons, 일본어: コム・デ・ギャルソン)는 1969년 꼼데가르송 라벨을 시작으로 1973년에 일본에서 설립된 의류 업체이다. 현재 12개의 부티크와 전세계에 약 200여 개 이상의 매장을 가진 기업으로 유행의 선도자가 되는 걸 목표로 하는 컬렉션 부문과 눈달린 하트로 대표되는 캐주얼한 PLAY 부문을 주축으로하여 영향력을 넓히고있다. 꼼데가르송은 프랑스어로 '소년들처럼(like boys)'이라는 뜻으로 회사의 로고인 하트 마크는 동료 디자이너가 봉투에 낙서 한 것을 보고 디자인에 차용하기 시작했다고 한다.

## 역사
1969년 도쿄에서 여성의류로 시작한 꼼데가르송은 1973년부터 본격적인 단일 기업으로 등장하였다. 창의적인 디자인으로 1970년대에 크게 주목 받던 이 브랜드는 1978년 남성 라인을 추가하며 더욱 성장했다. 1981년 프랑스 파리에서 데뷔 무대를 가진 꼼데가르송은 독특한 디자인을 선보였다. 처음에는 레이 가와쿠보의 개인 디자이너 브랜드로 시작을 했지만, 시간이 지나면서 소속 디자이너였던 준야 와타나베, 구리하라 다오, 간류 후미토를 수석 디자이너로 임명하면서 총 4명의 수석 디자이너가 각각 1개 이상의 라인을 맡아 공동 수석 디자이너 브랜드의 형식이 되었다.
꼼데가르송의 플래그쉽 스토어는 일본 도쿄, 교토, 오사카와 프랑스의 파리, 영국의 런던, 중국의 베이징, 홍콩과 미국 뉴욕 등에 있으며, 대한민국에는 서울특별시 용산구 한남동 한강진역 일대에 최초로 꼼데가르송 플래그쉽 스토어가 오픈되었다. 한국에서 최초로 꼼데가르송의 13개 라인을 동시에 만날 수 있게 되었다. 꼼데가르송 플래그쉽 스토어의 오픈은 주변의 상권 발달을 불러왔다. 이 일대는 '꼼데가르송길'으로 이름이 바뀌었다.

## 디자이너
- 레이 가와쿠보
- 구리하라 다오
- 준야 와타나베
- 간류 후미토

## 꼼데가르송의 판매부문
꼼데가르송의 판매부문은 다음과 같다.

### 레이 가와쿠보부문
- Comme des Garçons – 메인 여성의류 라인 (1973)
- Comme des Garçons Noir – 짙은 묵색 성향의 여성의류 라인 (1987)
- Comme des Garçons Comme Des Garçons – 속칭 꼼꼼/ 웨어러블한 세컨드 의류 라인 (1993)
- Comme des Garçons Homme Plus – 메인 남성 의류 라인 (1984)
- Comme des Garçons Homme Plus Sport – 옴므 플러스의 스포티한 세컨드 라인
- Comme des Garçons Homme Plus Evergreen – 옴므 플러스의 세컨드 라인(2005)
- Comme des Garçons Homme Deux – 고급 남성 정장 라인 (1987)
- Comme des Garçons SHIRT – 셔츠 전문 라인 (1988)
- Comme des Garçons SHIRT Girl
- Comme des Garçons SHIRT Boy (2015)
- Comme des Garçons Girl (S2015)
- Play Comme des Garçons – 캐쥬얼 스트리트웨어를 지향하는 유니섹스 캐릭터라인으로 특유의 하트 로고가 트레이드 마크이다.뉴욕의 그래픽 아티스트' 필립 파고스키(Filip Pagowski)에 의하여 디자인되었다.
- BLACK Comme des Garçons – 유니섹스와 저가라인을 지향

### 준야 와타나베부문
- Comme des Garçons Homme – 일본의 남성의류 라인 (1978)
- Comme des Garçons Robe de Chambre – 일본의 여성의류 라인
- Junya Watanabe Comme des Garçons – 시그네쳐 여성의류 라인 (1992)
- Junya Watanabe Comme des Garçons Man – 시그네쳐 남성의류 라인 (2001)
- Junya Watanabe Comme des Garçons Man Pink – 여성을 위한 남성 아이템 지향

### 구리하라 다오부문
- Tao Comme des Garçons – 여성의류 (2005년 런칭, 2011년 봄 폐지)
- Tricot Comme des Garçons – 여성 니트의류

### 후미토 간류부문
- Ganryu Comme des Garçons – 중성적 스트리트 스타일 라벨

### 니노미야 케이부문
- Noir Kei Ninomiya - 여성의류 (2013), 니노미야는 예전 꼼데가르송의 패턴사였다.

### 액세서리
- Comme des Garçons Edited – 일본 에디트샵 전용 액세서리
- Comme des Garçons Pearl – 쥬얼리 (2006)
- Comme des Garçons Parfum – (1994)
- Comme des Garçons Parfum Parfum
- Comme des Garçons Wallet
- Speedo Comme des Garçons – 수영복 콜라보 위주 (2005)
- Hammerthor Comme des Garçons Shirt – 속옷 콜라보 위주 (2007)

### 컬렉션

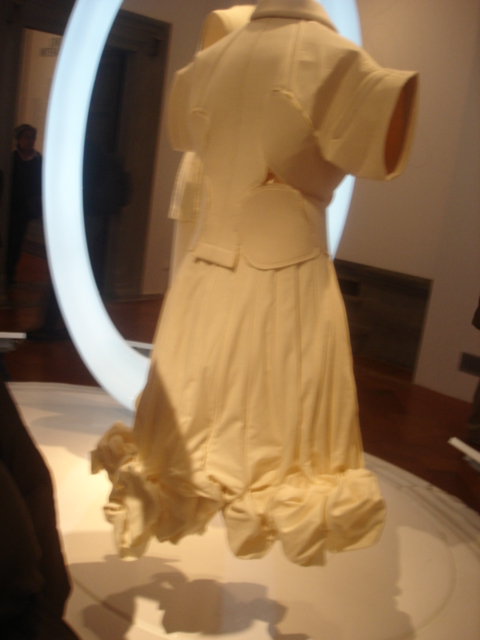
Comme des Garcons dress Florence Italy 2007

- 2005 s/s '펑크 발레리나(punk ballerina)'
- 2005 f/w '브로큰 브라이드(broken bride)'
- 2006 s/s '로스트 엠파이어(lost vampire)'
- 2006 f/w '페르소나(persona)'
- 2007 s/s '큐비즘(cubism)'
- 2007 f/w '큐리오시티(curiosity,호기심)'
- 2008 s/s '불협화음'
- 2008 f/w '배드 테이스트(bad taste)'
- 2009 s/s '투모로우즈 블랙(tommorow black)'
- 2009 f/w '원더랜드(wonderland)'
- 2010 s/s '반골정신'
- 2011 f/w '하프 앤 하프(Half and Half)'
- 2013 f/w '재단의 무한대(Infinity of Tailoring)'
- 2014 s/s '몬스터(Monster)'

## 콜라보레alance) X 준야 와타나베 (JUNYA WATANABE)
- 크롬하츠(Chrome hearts) X 꼼데가르송 (COMME des GARÇONS)
- 나이키 블레이져(NIKE blazer) X 꼼데가르송 (COMME des GARÇONS)
- 루이비통(LOUIS VUITTON) X 꼼데가르송 (COMME des GARÇONS)
- H&M X 꼼데가르송(COMME des GARÇONS)

### 인물
- 퍼렐 윌리암스(Pharrell Williams) X 꼼데가르송 (COMME des GARÇONS)